# Cavalgada

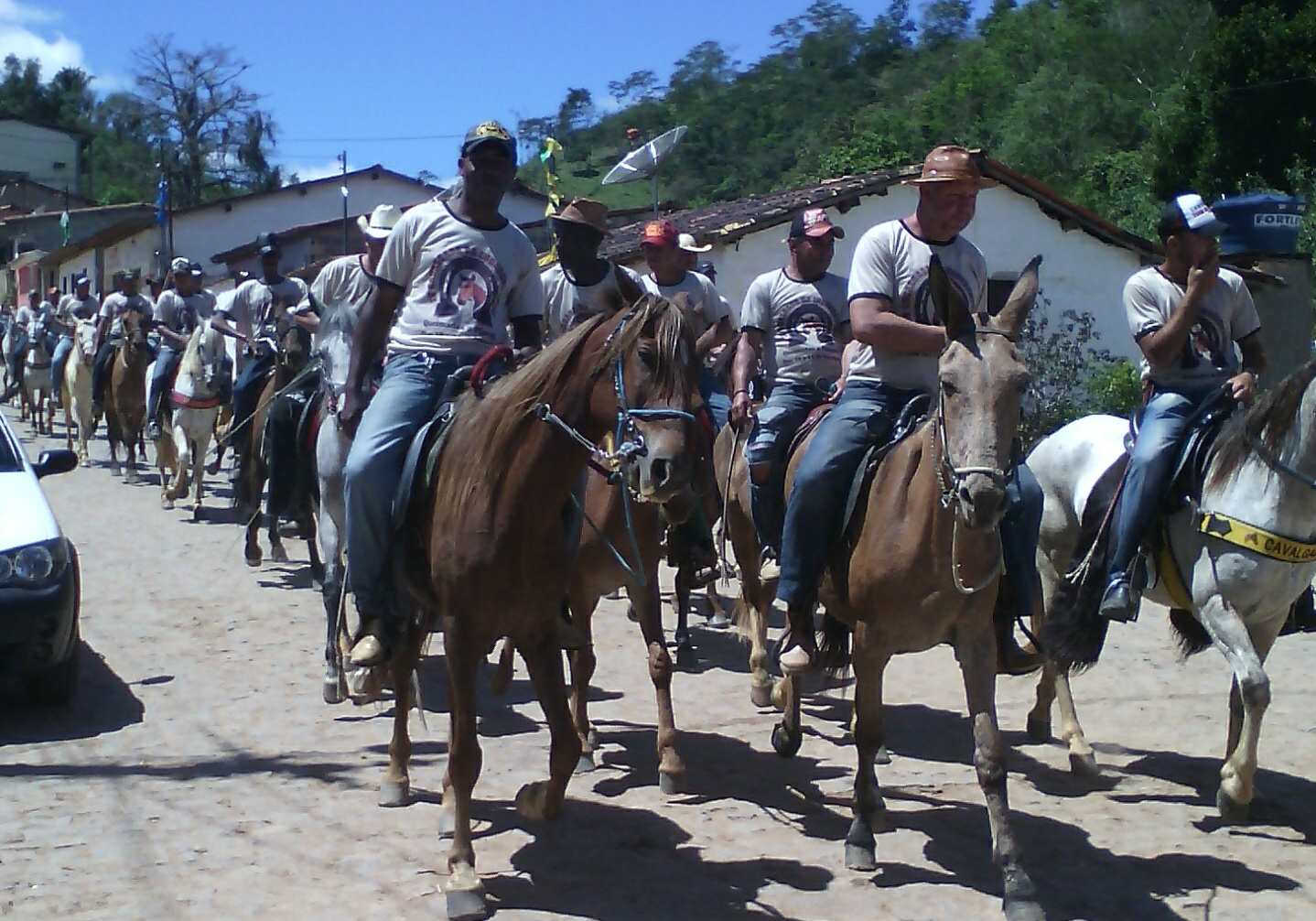
Grupo de cavalgada da cidade baiana de Planalto.

Cavalgada é uma manifestação cultural em forma de passeio, realizada por  grupos de cavaleiros e amazonas, entre crianças e idosos. Uma cavalgada pode ser realizada por motivos religiosos, cívicos, diversão, esporte, ou associação de duas ou mais dessas atividades.

## História
As cavalgadas no Brasil surgiram durante o processo de ocupação de territórios, entre os séculos 17 e 18.
Conduzindo o gado bovino e/ou equino de uma fazenda para outra, os tropeiros, montados a cavalos ou burros, se acampavam para descansar; agradecer e pedir proteção divina para eles e para os animais. Era uma profissão bastante sofrida, mas fazia parte da vida de muitos brasileiros do meio rural daquela época.

## Importância
Hoje, essa prática é considerada uma mistura de religião, esporte, aventura, mas principalmente um  patrimônio histórico cultural, trazido com orgulho no peito de quem pratica. Promove fé e amizade. Além disso, as cavalgadas pelo País afora, desempenham um papel importante no comércio das localidades onde são realizadas.
A modernidade foi adotada ao longo dos anos. Hoje, ela não é apenas composta por pessoas montadas a cavalo, burros e jumentos, mas também é acompanhada por pessoas conduzindo veículos motorizados, como carros de passeio, motocicletas e até caminhões, em meio a cavalos, burros, jumentos e carros de boi, fantasiados à caráter; para, posteriormente se reunirem em louvor à divindades, ou curtir ao som de bandas musicais.